# 개릿 모리스

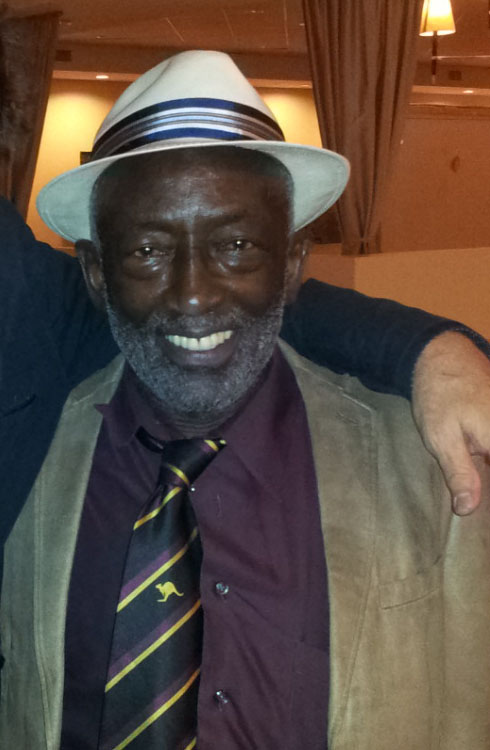

개릿 모리스(영어: Garrett Morris, 1937년 2월 1일 ~ )는 미국의 배우, 가수, 음악가이다. 새터데이 나이트 라이브와 시트콤 제이미 폭스 쇼 출연으로 알려져 있다.

## 출연 작품
- 밸리 오브 더 선 (2011년) - 조 역
- 롱샷 (2008년)
- 세터데이 나잇 라이브 인 더 '90s: 팝 컬처 네이션 (2007년) - 본인 역
- 후즈 유어 캐디? (2007년)
- 살롱 (2005년) - 퍼시 역
- 잭팟(영어판) (2001년)
- 하우 하이 (2001년)
- 리틀 리차드 (2000년)
- 트윈 폴스 아이다호 (1999년)
- 머신 건 블루스 (1996년)
- 산타클로스 (1996년)
- 블랙 스콜피온 (1995년)
- 콘헤드 대소동 (1993년)
- 쟈킬의 환생 (1991년)
- 춤추는 영혼 (1991년)
- 워 댄싱 (1989년)
- 언더러치브 (1987년)
- 가짜 의사 대소동 (1987년)
- 제3의 공포 (1985년)
- 쿨리 하이 (1975년)
- 도청 작전 (1971년) - 에버슨 역
- 아버지는 어디 있는가 (1970년)

### 텔레비전
- 새터데이 나잇 라이브 (1975년)
- 못말리는 번디 가족 (1987년)
- 투 브로크 걸즈 1 (2011년) - 얼 역
- 더 제이미 폭스 쇼 (1996년)